# Pfreimd

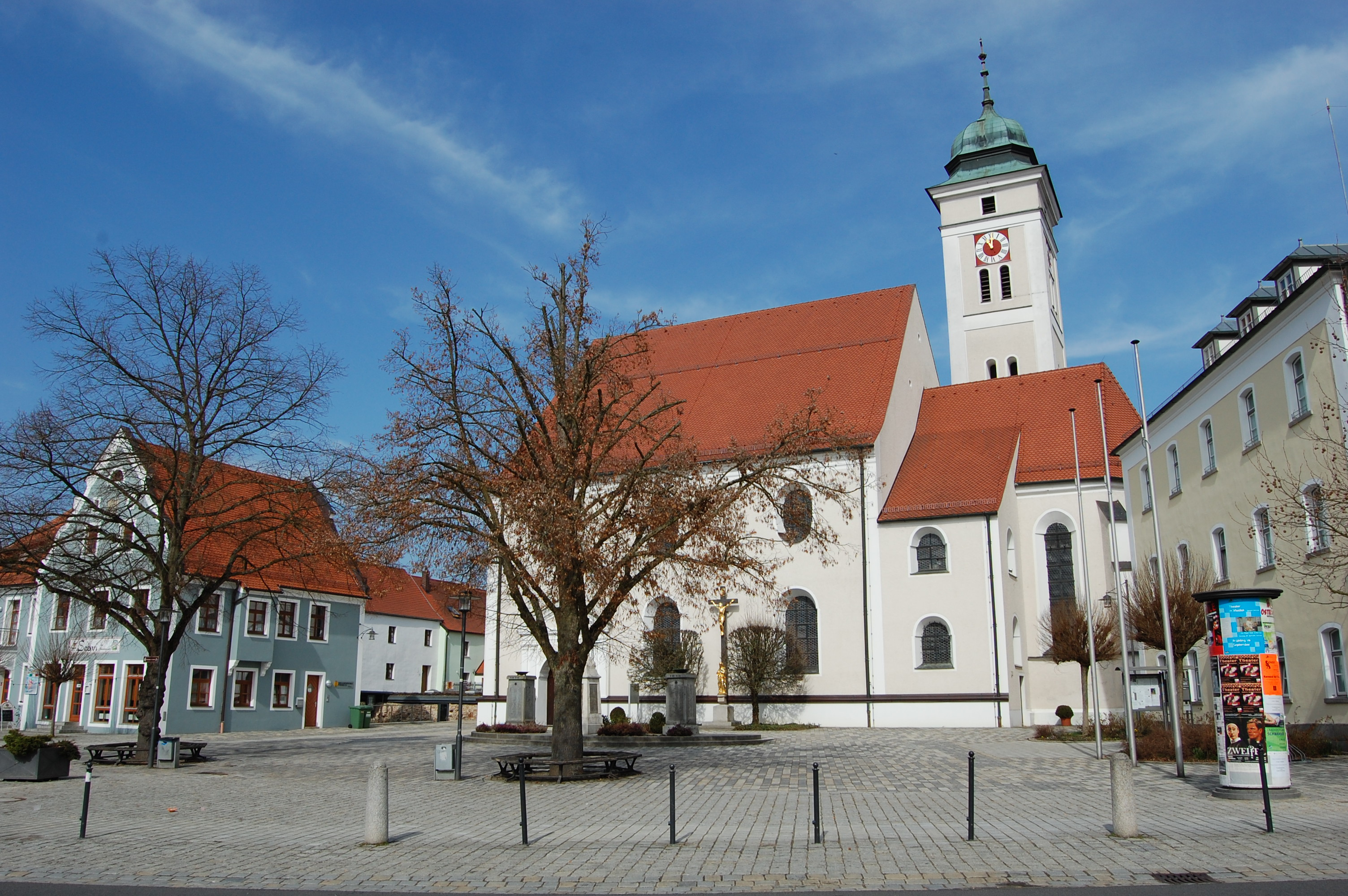
Pfreimd (centrul)

Pfreimd este un oraș din districtul Schwandorf, regiunea administrativă Palatinatul Superior, landul Bavaria, Germania.